# Circusland
Circusland, Palacio Internacional de las Artes del Circo, es un museo dedicado al mundo del circo ubicado en Besalú, Cataluña, España. Fue inaugurado el 18 de diciembre de 2020. Está ubicado en el edificio de Cal Coro (construido en 1945), en el espacio de la Casa Abacial del Monasterio de San Pedro de Besalú, Gerona.
Es la única institución patrimonial en Europa dedicada a la historia y la tradición de la actividad circense. Tiene como objetivo recopilar, conservar, investigar, exhibir y difundir el legado cultural del patrimonio circense.
Junto con el Festival Internacional del Circo Elefante de Oro, se trata de una de las principales iniciativas impulsadas por la Circus Art Foundation, una fundación cultural privada española dirigida por Genís Matabosch, cuya misión es promocionar, fomentar, divulgar, proteger y defender el patrimonio y la memoria del espectáculo circense en calidad de arte escénica, elemento lúdico, parte integrante de la cultura y paradigma de la multiculturalidad.

## Colección
Aunque la colección de la Circus Art Foundation es una de las mayores del mundo relacionadas con el mundo del circo con varios miles de piezas, son 537 las que se exhiben en Circusland. Están distribuidas a lo largo de un espacio de 1.500 metros cuadrados, en tres plantas y un total de doce salas, dispuestas a modo de recorrido por la historia del circo a través de sus diferentes disciplinas.
La colección incluye: una biblioteca multilingüe con más de 4 000 títulos de temática circense; la maqueta de circo en miniatura más grande del mundo (de 50 m²), que representa a escala 1:25 el antiguo Circo Gleich de Alemania elaborada por el ingeniero holandés V. Herwerden que cuenta con 420 figuras de personajes, 270 de animales y 170 de vehículos; trajes y aparatos de artistas de circo célebres, como el trapecio de equilibrio a vuelo de Pinito del Oro y la colección de 27 trajes de payaso carablanca de lentejuelas elaborados por la desaparecida Maison Vicaire de París; la mayor colección filatélica de temática circense del mundo (con más de 900 sellos de 115 países);  los archivos fotográficos de Álvaro Castellano Villar (el antiguo fotógrafo oficial del Circo Price de Madrid), Josep Vinyes y Alberto Oller, con más de 40 000 fotografías en total que datan desde 1940 a 1970; y el archivo de carteles del litógrafo Fernández-Ardavín, de principios del siglo XX.

## Financiación
La primera fase del proyecto del museo costó 1,7 millones de euros, y se financió con la ayuda de la Generalidad de Cataluña (que se comprometió a aportar 750 000 euros a lo largo de cuatro años) y de la Diputación de Gerona (que se comprometió a aportar 500 000 euros entre 2020 y 2021).